# Мальмгрен, Харальд
Харальд (Гаральд) Вальдемар Мальмгрен (швед. Harald Valdemar Malmgren, 4 мая 1904, Авеста — 15 февраля 1957, Уппсала) — шведский шахматист.
Выступал преимущественно в заочных турнирах. В 1930-х гг. играл в европейских соревнованиях (известно несколько его партий с будущим гроссмейстером П. П. Кересом). В 1942 г. стал чемпионом Швеции по переписке. Главное спортивное достижение — делёж 2—3 мест с итальянцем М. Наполитано в 1-м чемпионате мира по переписке (1950—1953 гг.). Мальмгрен и Наполитано набрали по 10 очков из 13 и на пол-очка отстали от победителя турнира австралийца С. Пурди. Мальмгрен был единственным участником, прошедшим турнир без поражений. За этот успех в 1953 г. ему было присвоено звание гроссмейстера ИКЧФ.